# J. Smith-Cameron
J. Smith-Cameron (Louisville (Kentucky), 7 september 1957), geboren als Jean Isabel Smith, is een Amerikaans actrice.

## Biografie
Smith-Cameron werd geboren in Louisville (Kentucky) maar groeide op in Greenville (South Carolina), en zij ging studeren aan de Florida State University in Tallahassee. Zij vervolgde haar studie maar voor één jaar omdat zij ontdekt werd door de filmregisseur Victor Nuñez, die haar zag spelen in het schooltheater en haar vroeg voor een rol in een film. Later ging zij acteren leren aan de HB Studio in Greenwich Village.
Smith-Cameron begon in 1979 met acteren in de film Gal Young 'Un. Hierna heeft zij nog meerdere rollen gespeeld in films en televisieseries zoals The Guiding Light (1984-1985), That Night (1992), Mighty Aphrodite (1995), Harriet the Spy (1996), The First Wives Club (1996), In & Out (1997), The Rage: Carrie 2 (1999), Law & Order (1992-2009) en True Blood (2010-2011).
Smith-Cameron is ook actief in het theater, zij maakte in 1981 haar debuut op Broadway met het toneelstuk Crimes of the Heart. Hierna heeft zij nog meerdere rollen gespeeld op Broadway en off-Broadway.
Smith-Cameron is in 2000 getrouwd met Kenneth Lonergan en heeft met hem een dochter.

## Filmografie

### Films
- 2022: Vengeance - als Sharon Shaw
- 2018: Nancy - als Ellen
- 2016: No Pay, Nudity - als Debra
- 2016: Christine - als Peg Chubbuck
- 2014: Like Sunday, Like Rain - als ??
- 2012: Man on a Ledge – als psychiater
- 2011: Margaret – als Joan
- 2006: A Very Serious Person – als Carol
- 2005: Bittersweet Place – als Violet
- 2000: You Can Count on Me – als Mabel
- 1999: The Rage: Carrie 2 – als Barbara Lang
- 1998: Arresting Gena – als Caroline Lee
- 1997: In & Out – als Trina Paxton
- 1996: The Proprietor – als vrouw
- 1996: The First Wives Club – als Mevr. Sullivan
- 1996: Harriet the Spy – als Mevr. Welsch
- 1995: Sabrina – als Carol
- 1995: Let It Be Me – als Clarice
- 1995: Mighty Aphrodite – als vrouw van Bud
- 1995: A Modern Affair – als Diane
- 1995: Jeffrey – als Sharon
- 1992: That Night – als Carol Bloom
- 1987: 84 Charing Cross Road – als Ginny
- 1985: The Recovery Room – als Dr. Nina Farrell
- 1979: Gal Young 'Un – als Elly

### Televisieseries
Uitgezonderd eenmalige gastrollen.
- 2018 - 2023 Succession - als Gerri Kellman - 35 afl.
- 2017 - 2020 Search Party - als Mary Ferguson - 7 afl.
- 2016 - 2018 Divorce - als Elaine Campbell - 3 afl.
- 2013 - 2016 Rectify – als Janet – 30 afl.
- 2010 – 2011 True Blood – als Melinda Mickens – 9 afl.
- 2007 Six Degrees – als Maggie Newton – 2 afl.
- 2003 K Street – als vrouw van Tommy – 3 afl.
- 1990 – 1991 The Days and Nights of Molly Dodd – als Ramona Luchesse – 12 afl.
- 1984 – 1985 The Guiding Light – als Nancy Ferris - ? afl.

## Theaterwerk opBroadway
- 2005 After the Night and the Music – als Gloria / Kathleen / Mevr. Grade
- 2003 Tartuffe – als Dorine
- 1999 Night Must Fall – als Olivia Grayne
- 1995 The Play's the Thing – als Ilona Szabo
- 1992 The Real Inspector Hound and the Fifteen Minute Hamlet – als Felicity / Ophelia
- 1991 Our Country's Good – als William Faddy / Dabby Bryant
- 1989 – 1990 Lend Me a Tenor – als Maggie
- 1986 – 1987 Wild Honey – als Marya Yerfimovna Grekova
- 1981 – 1983 Crimes of the Heart – als Babe Botrelle

- Gemeinsame Normdatei: 1064715044
- International Standard Name Identifier: 0000 0000 4585 4414
- Library of Congress Control Number: no99085789
- Virtual International Authority File: 24241558
- WorldCat: E39PBJth7Wf8QtwxRT6k9PqCwC